# Навойова
Навойова (пол. Nawojowa) — село в Польщі, у гміні Навойова Новосондецького повіту Малопольського воєводства.
Населення — 3542 особи (2011).
У 1975-1998 роках село належало до Новосондецького воєводства.

## Демографія
Демографічна структура станом на 31 березня 2011 року:
|          | Загалом | Допрацездатний вік | Працездатний вік | Постпрацездатний вік |
| -------- | ------- | ------------------ | ---------------- | -------------------- |
| Чоловіки | 1729    | 463                | 1136             | 130                  |
| Жінки    | 1813    | 453                | 1095             | 265                  |
| Разом    | 3542    | 916                | 2231             | 395                  |